# قوردای
قوردای (قزاقی: Қордай، قورداي) یک منطقهٔ مسکونی در قزاقستان است که در استان جامبیل واقع شده‌است.

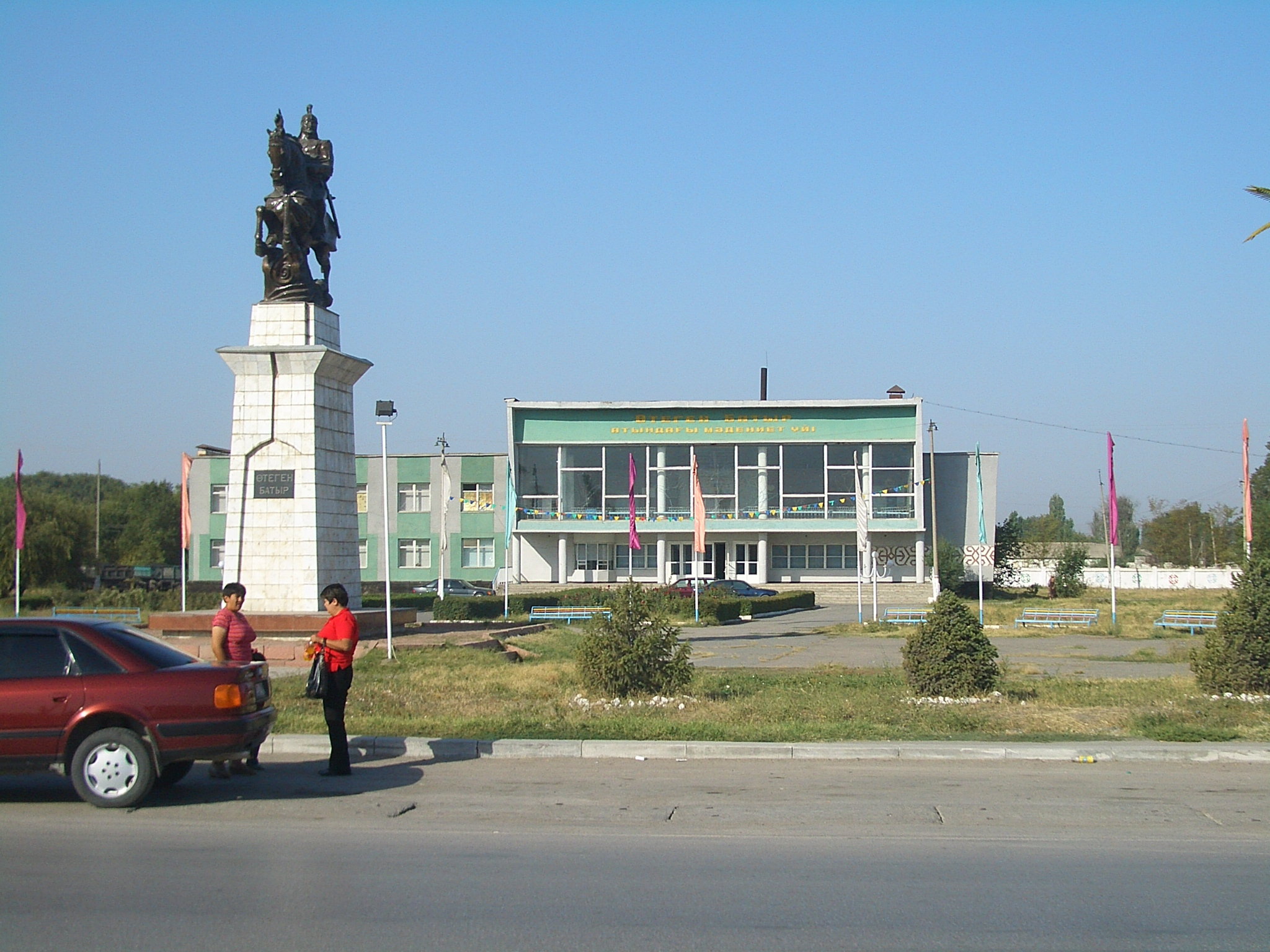
کاخ فرهنگ در قوردای

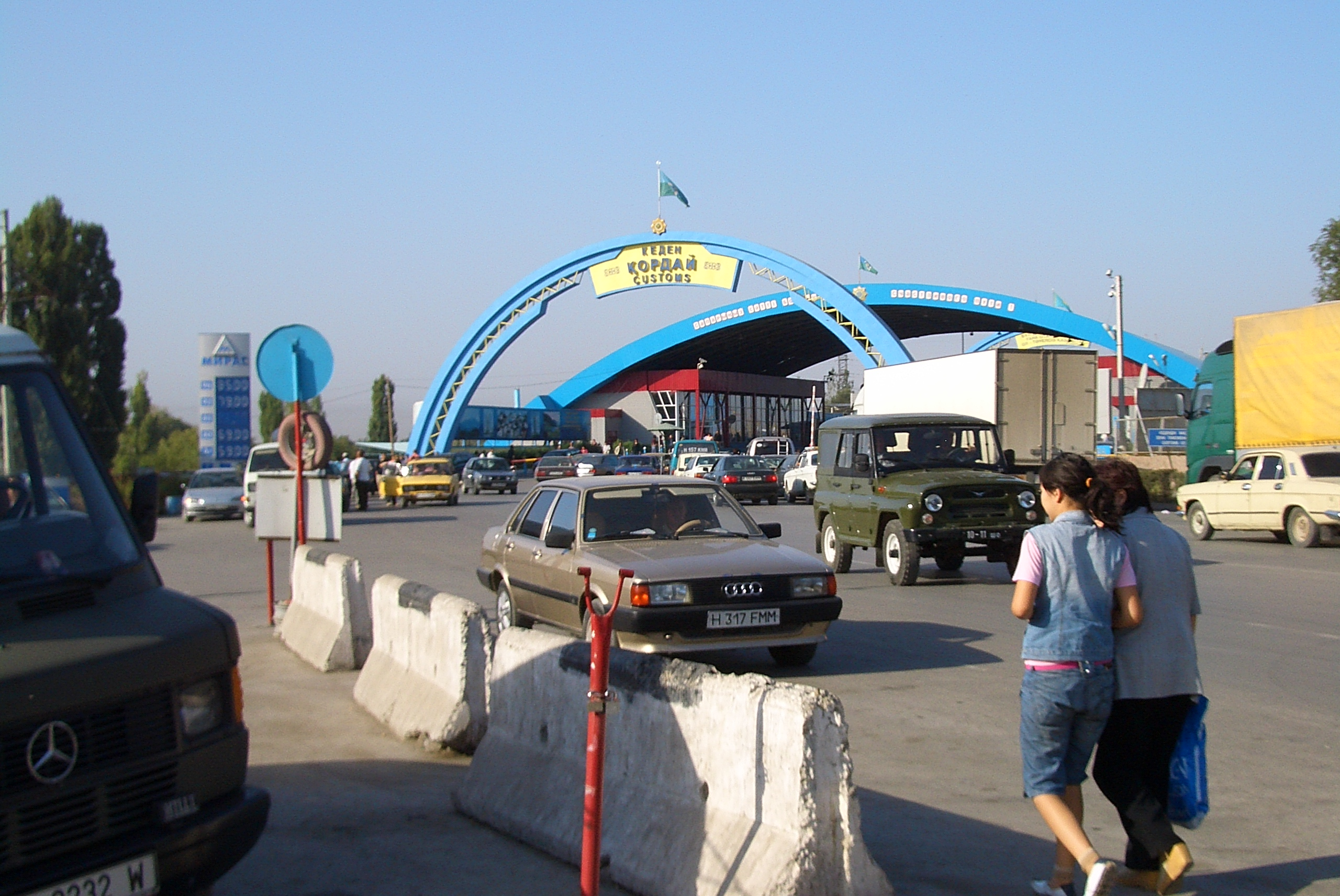
ورودی قوردای